# Vdor v brazilski kongres (2023)
8. januarja 2023 so podporniki predhodnega brazilskega predsednika Jaira Bolsonara po zmagi Luiza Inácia Lule da Silve na brazilskih splošnih volitvah leta 2022 vdrli v stavbe vrhovnega zveznega sodišča, nacionalnega kongresa Brazilije in predsedniško palačo Planalto na trgu Três Poderesu v Brasílii, glavnem mestu Brazilije. Senator Veneziano Vital do Rêgo, začasni predsednik zveznega senata, je potrdil, da so izgredniki vdrli v zeleno dvorano poslanske zbornice in poskušali vstopiti v palačo Planalto. Lule v času napada ni bil v Brasílii, prav tako ne Bolsonara, ki je pred Lulino inavguracijo odšel iz Brazilije v ZDA v Orlando (Florida).
Napad se je zgodil teden dni po inavguraciji Lule in je sledil večtedenskim izgredom Bolsonarovih podpornikov. Stavbe vrhovnega sodišča, kongresa in predsedniške palače so bile izpraznjene do večera istega dne. Vdor so obsodile vlade po vsem svetu. Ob 18:00 BRT (UTC−03:00) je Lula podpisal odlok, ki dovoljuje zvezno izredno stanje v okrožju do konca januarja 2023. Ker kongres ni zasedal, namerava za glasovanje o odloku sklicati izredno sejo. Brazilske varnostne sile so očistile vse tri stavbe do 21:00 BRT. 